# 酒井京子
酒井 京子（さかい きょうこ、1946年 - ）は、千葉県出身の編集者。法政大学経済学部を卒業後、株式会社童心社に入社。編集者として約200冊の絵本と、約100の紙芝居を担当。編集長を経て代表取締役社長に就任、現在は童心社会長、紙芝居文化の会 代表、公益財団法人いわさきちひろ記念事業団監事、国立リハビリテーションセンター講師。

## 経歴
1946年千葉県に生まれる。1968年法政大学経済学部卒業後、新宿区四谷（当時）の株式会社童心社に入社。編集者として絵本と紙芝居の編集に携わる。初めての仕事が、いわさきちひろ/画による『宮沢賢治 花の童 話集』。以来、古田足日・田畑精一/さく『おしいれのぼうけん』(単独製作部数 220 万部)いわむらかずお「14ひきのシリーズ」(海外版も含め総製作部数 1000 万部) などのロングセラー絵本の編集など、編集者として約200冊の絵本と、約100の紙芝居を担当する。1984年童心社編集長就任。10数年の取締役編集長の後、1998年童心社代表取締役社長（三代目）に就任。2001年「紙芝居文化の会」を多くの仲間たちと創立。オランダ・フランス・ドイツ・インド・ベトナム・マレーシア・シンガポール・中国・スロベニアなどで講座を開催するなど、日本のみならず世界への紙芝居の普及に力を注ぐ。2006年7月、文京区千石に童心社の新社屋を完成。2007年童心社取締役会長に就任。取締役会長時の2014年に『さがしています』『くつがいく』『さくら』などの戦争に関する出版や中国、韓国との共同出版を評価され、第29回「梓会出版文化賞」を童心社として受賞。2019年に取締役を退任後、非常勤の会長職となり、各地での講演活動などにより、絵本、紙芝居の普及に努めている。。公益財団法人い わさきちひろ記念事業団監事。国立リハビリテーションセンター講師。

## 主な編集担当書籍

### 絵本
- 『宮沢賢治 花の童 話集』宮沢賢治/著、岩崎ちひろ/画、童心社、1969.10、ISBN 978-4494021055
- 『0から10まで』かずのほん2　遠山啓/監修、田畑精一/絵、童心社、1970.7、ISBN 978-4494008025
- 『おしいれのぼうけん』古田足日・田畑精一/著、童心社、1974.11、ISBN 978-4494006069
- 『原爆の絵 HIROSHIMA』国見徳雄/絵、童心社、1977.6、ISBN 978-4494024025
- 『ダンプえんちょうやっつけた』古田足日・田畑精一/著、童心社、1978.4、ISBN 978-4494006076
- 『にちよういち』西村繁男/作、童心社、1979.9、ISBN 978-4494012091
- 『びゅんびゅんごまがまわったら』宮川ひろ/作、林明子/絵、童心社、1982.7、ISBN 978-4494006038
- 14ひきのシリーズ  いわむらかずお/著、童心社
  - 『14ひきのひっこし』1983.7、ISBN 978-4494006182
  - 『14ひきのあさごはん』1983.7、ISBN 978-4494006199
  - 『14ひきのやまいも』1984.7、ISBN 978-4494006229
  - 『14ひきのさむいふゆ』1985.11、ISBN 978-4494006274
  - 『14ひきのぴくにっく』1986.11、ISBN 978-4494006731
  - 『14ひきのおつきみ』1988.6、ISBN 978-4494006830
  - 『14ひきのせんたく』1990.5、ISBN 978-4494006953
  - 『14ひきのあきまつり』1992.10、ISBN 978-4494008575
  - 『14ひきのこもりうた』1994.7、ISBN 978-4494008629
  - 『14ひきのかぼちゃ』1997.4、ISBN 978-4494008742
  - 『14ひきのとんぼいけ』2002.6、ISBN 978-4494008988
  - 『14ひきのもちつき』2007.11、ISBN 978-4494007950
- 『えのすきなねこさん』西巻芳子/作、童心社、1986.2、ISBN 978-4494006281
- 『へび山のあい子ー赤い矢と青いほのおの物語』古田足日/著、田畑精一/絵、童心社、1987.10、ISBN 978-4494006786
- 『あかまんまとうげ』岩崎京子/著、いわさきちひろ/絵、童心社、1994.10、ISBN 978-4494023219

### 紙芝居
- ロボットカミイシリーズ  古田足日/脚本、田畑精一/絵、童心社
  - 『ロボットカミイ ちびぞうのまき』1970.11、ISBN 978-4-494-07848-6
  - 『ロボットカミイ げきあそびのまき』1971.12、ISBN 978-4-494-07849-3
  - 『ロボットカミイ おみせやさんごっごのまき』1972.10、ISBN 978-4-494-07850-9
  - 『ロボットカミイ ロボットのくにへかえるのまき』1974.3、ISBN 978-4-494-07851-6
- 『太陽はどこからでるの』チョン・ヒエウ/脚本・絵、童心社、1996.9、ISBN 978-4-494-07558-4
- 『これはりんご』中川ひろたか/脚本、和歌山静子/絵、童心社、1997.9、ISBN 978-4-494-08760-0
- 『おばけとやっちゃん』松野正子/脚本、渡辺有一/絵、童心社、2000.5、ISBN 978-4-494-07090-9
- 『したきりすずめ』松谷みよ子/脚本、堀内誠一/絵、童心社、2009.4、ISBN 978-4-494-07942-1

## 主な書書

### ノンフィクション
- 『本の力　私の絵本製作秘話』酒井京子 著、童心社、2021.6、ISBN 9784494017409

### 絵本関連
- 『ちひろさんと過ごした時間：いわさきちひろをよく知る25人の証言』ちひろ美術館/監修[注記 1]、新日本出版社、2014.8、ISBN 978-4406058018
- 『古田足日さんからのバトン：ホタルブクロ咲くころに』ありがとう古田足日さんの会/編[注記 2]、かもがわ出版、2015、ISBN 978-4780307740

### 紙芝居関連
- 『紙芝居を演じる (図書館ブックレット・あなたにもできる実技編 1)』酒井京子、日下部茂子/共著、図書館流通センター、2003.11、ISBN 978-4860390228
- 『紙芝居百科』紙芝居文化の会企画[注記 3]、童心社、2017.11、ISBN 978-4494014002

## 主な海外講座（紙芝居関連）
- 2002年 フランス、バニュー市 紙芝居講座「すばらしい紙芝居の世界」
- 2004年 ドイツ、ミュンヘン 紙芝居講座
- 2005年 インド、ニューデリー 「ストーリーテリングに関するアジア会議」
- 2006年 フランス、バニュー市 紙芝居講座
- 2011年 インド、ニューデリー 紙芝居講座
- 2012年 フランス、パリ　「ヨーロッパ紙芝居会議」
- 2013年 マレーシア、クアラルンプール 紙芝居講座
- 2015年 マレーシア、プトラジャヤ　紙芝居講座
- 2016年 中国、上海 紙芝居講座
- 2016年 シンガポール、紙芝居講演
- 2017年 フランス、パリ　紙芝居講座
- 2018年 スロベニア、リュブリャナ 紙芝居講座
- 2019年 フランス、パリ 「欧州デモンストレーション・ワークショップ」

## 主な出演メディアなど
- 文化放送「鎌田實×村上信夫 日曜はがんばらない」2017年4月30日[10]
- Tokyo FM「みらい図鑑」VOL.141 「紙芝居」2018年11月3日[11]
- NHK国際放送 Japanology Plus 2020年10月29日[12]
- 文化放送「斉藤一美ニュースワイドSAKIDORI」内「アーサー・ビナード 午後の三枚おろし」 2021年12月6日〜12月10日[13]

## 主な雑誌掲載・講義録など
- こどもの本  日本児童図書出版協会
  - 「編集長より愛をこめてクリスマスにおくる一冊の本」11(12)(123)、1985-12
  - 「夏休みにおくる自然科学の本」12(8)(131)、1986-08
  - 「編集長より愛をこめてクリスマスにおくる一冊の本」12(12)(135)、1986-12
  - 「夏休みにおくる自然科学の本」13(8)(143)、1987-08
  - 「編集長より愛をこめてクリスマスにおくる一冊の本」13(12)(147)、1987-12
  - 「編集長より夏休みにおくる自然科学の本」14(8)(155)、1988-08
  - 「編集長より夏休みにおくる自然科学の本」15(8)(167)、1989-08
  - 「編集長より愛をこめてクリスマスにおくる一冊の本」15(12)(171)、1989-12
  - 「編集長より愛をこめてクリスマスにおくる一冊の本」16(12)(183)、1990-12

- 子どもの文化  子どもの文化研究所/文民教育協会子どもの文化研究所
  - 「特集 いま、紙芝居を考える 座談会 紙芝居って何だろう 広がりから本質を探る」まついのりこ、上地ちづ子、酒井京子、鈴木孝子、27(10)(301)、1995-11、p4～14
  - 「文化MONO語り--ベトナムの紙芝居の今--ベトナムの紙芝居の普及を支援する会の交流報告(座談会)」まついのりこ、井出村由江、酒井京子、30(1)(325)、1998-01、p42～47

- 季刊 この本読んで!  出版文化産業振興財団
  - 「現実の空間に出てきて広がり、"共感"の感性を育む。紙芝居はたぐいまれな文化財 (特集 紙芝居、その奥深き世界)」、7(1) (通号 22) 2007-00 p.46-49

- 月刊 こどもの図書館  児童図書研究会
  - 「紙芝居『ロボット・カミイ』[古田足日・文 田畑精一・絵] 」(特集 紙芝居っておもしろい!)、こどもの図書館、57(1) 2010-01 p.4～6
  - 「子どもに寄り添いながら : 60周年を迎える童心社の歩み (特集 出版社のトピックス)」こどもの図書館 64(1) 2017-01 p.8-10

- 子どもと読書  親子読書地域文庫全国連絡会/編
  - 「その豊かな世界 (特集 紙芝居はいま)」(346) 2004 p.2～11
  - 「紙芝居『ロボット・カミイ』ができるまで (特集 追悼 古田足日さん：その作品と評論)」(408) 2014 p.8-10

- 子どもの本棚  日本子どもの本研究会/編
  - 「『おしいれのぼうけん』誕生の思い出 (特集 古田足日：子どもの本の明日をみつめて)」43(10) (通号 552) 2014-10 p.24-26

- 日本児童文学  日本児童文学者協会
  - 「追悼エッセイ：ありがとう、古田さん」（特集　追悼　古田足日）2015年1-2月号、2015.1

- その他 
  - 「編集者の日録 (第365回)」出版ニュース：出版総合誌 (1643)、出版ニュース社、1993-09、p31～31
  - 「塩澤実信のベストセラー仕掛人に迫る (株)童心社代表取締役社長 酒井京子 超ロングセラー・児童書の魅力」塩澤 実信、酒井 京子、政界 22(8)、政界出版社、2000-08、p108～112
  - 「日本から「共感の感性」を世界へ！」公益社団法人読書推進協議会、読書推進運動 第496号 2007-03-15
  - 「世界へはばたく紙芝居 (特集 いま、紙芝居がおもしろい)」子どものしあわせ/日本子どもを守る会/編、(通号 678) 2007-08 p.20～24
  - 「JBBY理事に聞きたい10の質問」赤石忍、酒井京子、岩崎弘明 他、Book & bread : Japanese Board on Books for Young People (JBBY) bulletin (108) 2011-08 p.10-12
  - 「児童サービス研修のいまとこれから」国立国会図書館国際子ども図書館 国立国会図書館 2011-09-30 (国際子ども図書館調査研究シリーズ)
  - 「子どもの本の編集者に聞く(第4回)童心社・酒井京子氏に聞く」酒井京子、竹内美紀、道又紫穂、絵本bookend/絵本学会機関誌編集委員会/編、2013 p.120-126
  - 「絵本BOOK END 2013」絵本学会機関誌編集委員会／編集 絵本学会 2013
  - 「第29回梓会出版文化賞を受賞して(童心社)」、出版ニュース、(2336) 2014-02-00 p.4-7
  - 「対談 女性出版人として思うこと : 世の変化に即応しつつ」酒井京子、下中美都、八木壮一 他、日本古書通信、日本古書通信社/編、80(7) (通号 1032) 2015-07 p.2-7

- 講義録等 
  - 「紙芝居の魅力」(第34回全国学校図書館研究大会(びわこ・くさつ大会)研究集録 研究主題 ひろがる、つながる、学びを変える学校図書館：講義)、今日の学校図書館、全国学校図書館研究大会研究集録/全国学校図書館研究大会事務局/編、34回 2004 p.261～263
  - 「紙芝居・共感の楽しさ素晴らしさ」 (平成21年度国際子ども図書館児童文学連続講座講義録 いつ、何と出会うか--赤ちゃん絵本からヤングアダルト文学まで) 国際子ども図書館児童文学連続講座講義録/国立国会図書館国際子ども図書館/編、2009年度 2009 p.40～52,図巻頭1枚

### 注記
1. ↑  執筆協力
2. ↑  執筆協力
3. ↑  編集委員